# Salix caucasica
Salix caucasica är en videväxtart som beskrevs av N. J. Anderss.. Salix caucasica ingår i släktet viden, och familjen videväxter. Inga underarter finns listade i Catalogue of Life.